# Mario Marcheco
Mario Mariano Marcheco Rodríguez (8 de marzo de 1963) es un deportista cubano que compitió en piragüismo en la modalidad de aguas tranquilas. Ganó cinco medallas en los Juegos Panamericanos en los años 1987 y 1991.

## Palmarés internacional
| Juegos Panamericanos | Juegos Panamericanos          | Juegos Panamericanos | Juegos Panamericanos |
| Año                  | Lugar                         | Medalla              | Competición          |
| -------------------- | ----------------------------- | -------------------- | -------------------- |
| 1987                 | Indianápolis (Estados Unidos) | Medalla de plata     | K2 500 m             |
| 1987                 | Indianápolis (Estados Unidos) | Medalla de plata     | K2 1000 m            |
| 1987                 | Indianápolis (Estados Unidos) | Medalla de plata     | K4 1000 m            |
| 1991                 | La Habana (Cuba)              | Medalla de oro       | K2 1000 m            |
| 1991                 | La Habana (Cuba)              | Medalla de oro       | K4 1000 m            |